# Max Feistel
Max Werner Feistel (* 17. Oktober 1891; † 4. Januar 1956 in Karl-Marx-Stadt) war ein deutscher Architekt.

## Leben
Feistel betätigte sich während der Weimarer Republik in Chemnitz; er errichtete dort einige Bauten der klassischen Moderne. Besonders bemerkenswert ist sein Privathaus, das er als Versuchsbau für neue Konstruktionsweisen entwarf. 

## Bauten

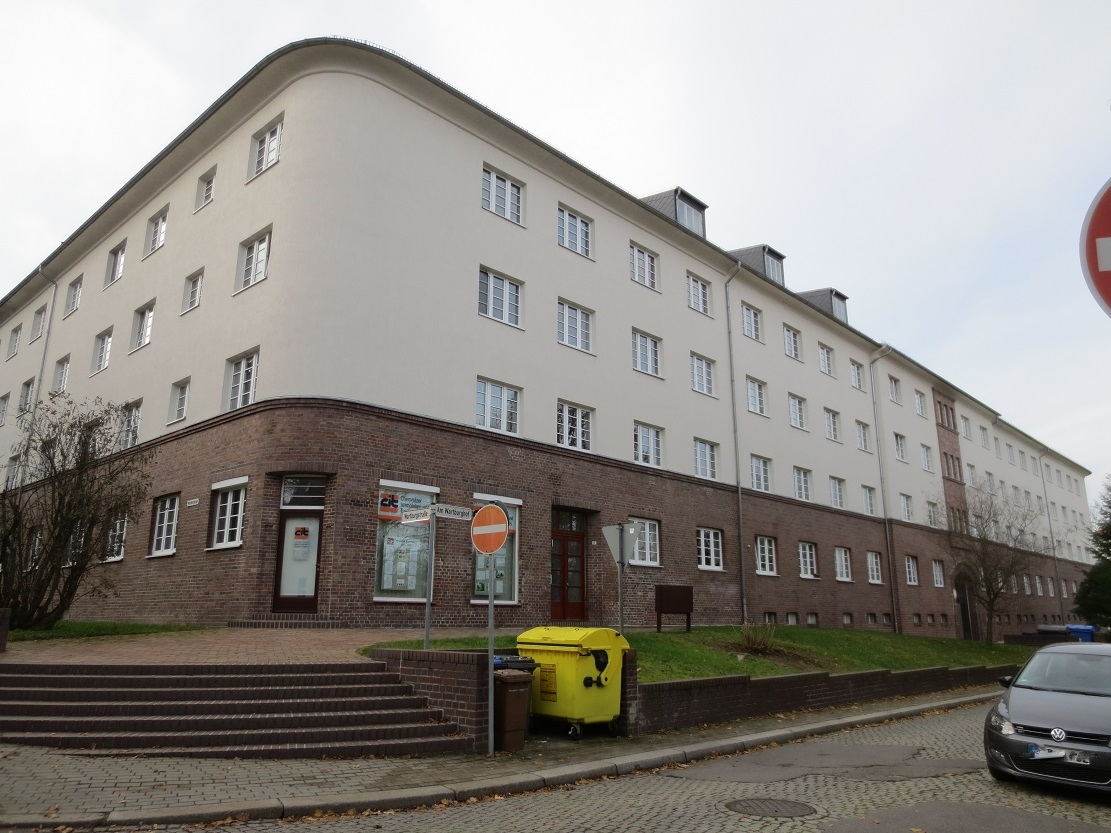
Am Wartburghof

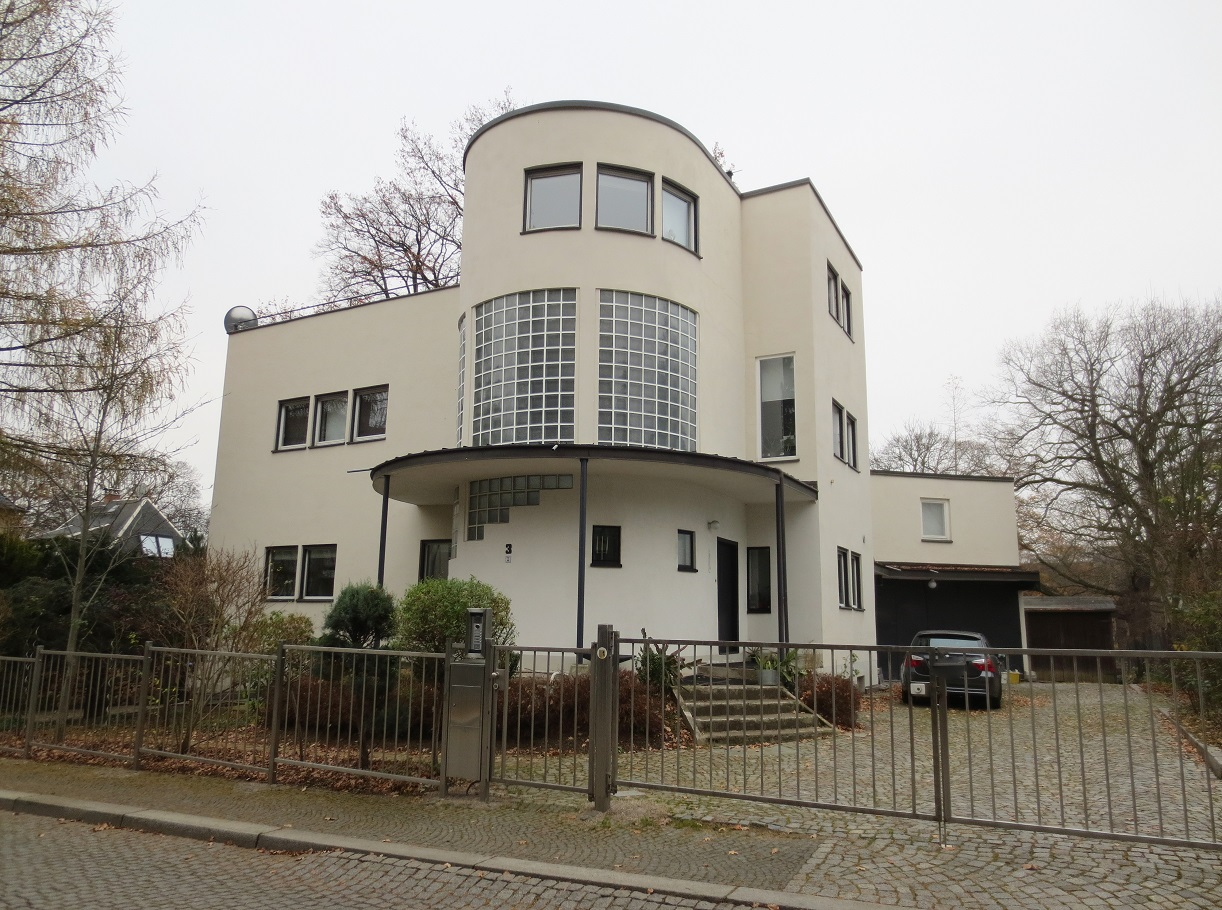
Villa Feistel

- 1928: Villa Feistel am Kesselgarten in Chemnitz-Schloßchemnitz[1] Lage
- 1927–1928: Wohnhäuser Am Wartburghof 2–10 in Chemnitz-Bernsdorf Lage
- 1929: Clubhaus des Golf- und Landklubs Chemnitz in Rabenstein[2] Lage
- Wohnblock an der Hoffmannstraße Lage
- Wohnanlage Terrassenhof am Zschopauer Platz Lage